# Ljubomir Nenadović
Ljubomir Nenadović (en serbe cyrillique : Љубомир Ненадовић ; ne le 26 septembre 1826 à Brankovina et mort le 2 février 1895 à Valjevo) est un écrivain et un diplomate serbe. Il a également été ministre de l'Éducation de la principauté de Serbie et membre de l'Académie royale de Serbie.

## Biographie

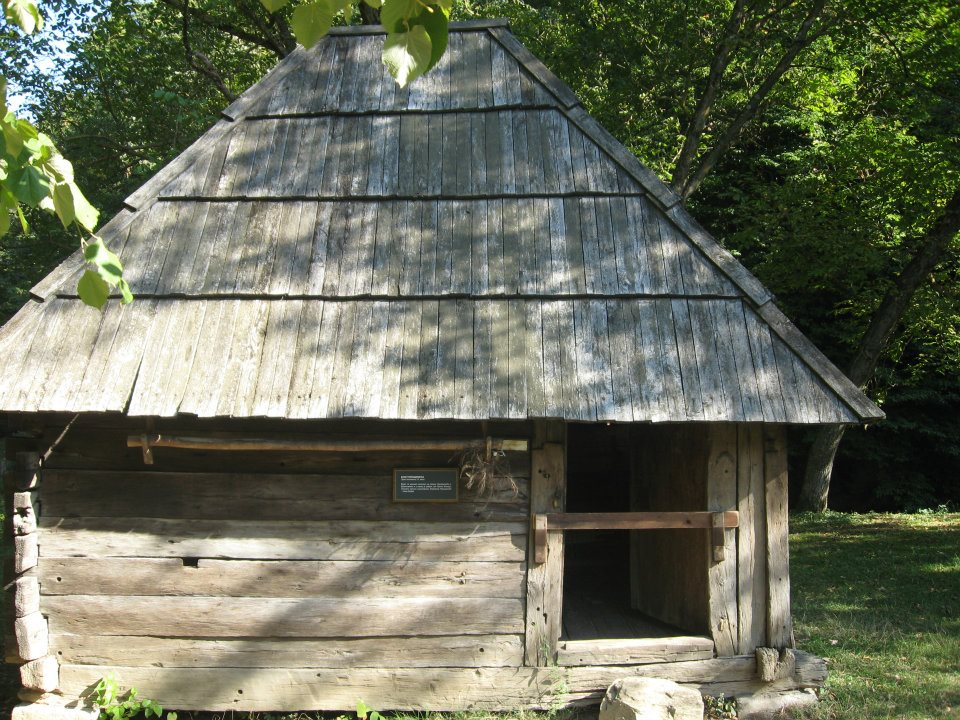
La maison natale de Ljubomir Nenadović

Ljubomir Nenadović est né le 26 septembre 1826 à Brankovina près de Valjevo. Il était membre de la famille Nenadović qui jouissait d'une notoriété certaine ; son grand-père était le prince serbe Aleksa Nenadović et son père, le prêtre Mateja Nenadović, avait joué un rôle important lors du Premier soulèvement serbe contre les Ottomans. Ljubomir Nenadović termine ses études secondaires à Belgrade puis il étudie en Allemagne, à l'Université de Heidelberg.
À son retour, il enseigne au Lycée de Belgrade puis, très vite, devient un haut fonctionnaire ministériel et un diplomate. En 1860, il est ministre de l'Éducation et devient président de la Société serbe des gens de Lettres (Društvo srpske slovesnosti). Il passe ensuite quelques années au Monténégro à l'invitation du prince Nikola.
Ljubomir Nenadović a fait partie des 16 premiers membres permanents de l'Académie royale de Serbie fondée en 1887 par le roi Milan Obrenović.
Il a passé la fin de sa vie à Valjevo, où il est mort le 2 février 1895.
La maison natale de l'écrivain est aujourd'hui inscrite sur la liste des monuments culturels protégés de la république de Serbie (identifiant no SK 446).

## Œuvres
- Pesme, poèmes, 1849
- Slavenska vila, récit, 1849
- Pisma iz Severne Nemačke, 1850
- Šumadinče, almanach 1852 et 1853
- Pisma iz Švajcarske, 1852
- Prilozi za srbsku istoriju, 1858
- Dojcinovic Voin, épopée en 6 chants, 1861
- Pisma iz Italije,1868
- Sabrana dela, œuvres en 18 vol., 1881-18585
- Celokupna dela, 20 vol., 1892-1895
- Odabrana dela, œuvres complètes, 1959